# Tirreno-Adriático 2018
La 53.ª edición de la competición ciclista Tirreno-Adriático, fue una carrera de ciclismo en ruta por etapas que se celebró entre el 7 y el 13 de marzo de 2018 en Italia con inicio en el municipio de Lido di Camaiore y final en el municipio de San Benedetto del Tronto sobre un recorrido de 987,55 kilómetros.
La carrera hizo parte del UCI WorldTour 2018, calendario ciclístico de máximo nivel mundial, siendo la séptima carrera de dicho circuito.
La carrera fue ganada por el corredor polaco Michał Kwiatkowski del equipo Sky, en segundo lugar Damiano Caruso (BMC Racing) y en tercer lugar Geraint Thomas (Sky).

## Equipos participantes
Tomaron parte en la carrera 22 equipos: 18 de categoría UCI WorldTeam; y 4 de categoría Profesional Continental. Formando así un pelotón de 176 ciclistas de los que acabaron 135. Los equipos participantes fueron:
| WorldTeams (18)- BMC Racing Team - Quick-Step Floors - AG2R La Mondiale - Trek-Segafredo - Sky - Lotto NL-Jumbo - Astana - Movistar Team - Bora-Hansgrohe - Mitchelton-Scott - Team Sunweb - Katusha-Alpecin - Bahrain-Merida - Dimension Data - UAE Team Emirates - Lotto Soudal - EF Education First-Drapac p/b Cannondale - Groupama-FDJ Equipos continentales profesionales (4)- Gazprom-RusVelo - Israel Cycling Academy - Nippo-Vini Fantini-Europa Ovini - Wilier Triestina-Selle Italia |
| |

## Recorrido
La Tirreno-Adriático dispuso de siete etapas dividido en una contrarreloj por equipos, una etapa llana, tres de media montaña, una etapa de montaña, y una contrarreloj individual para un recorrido total de 987,55 kilómetros.
| Etapa     | Fecha     | Recorrido                                           | type                     | Distancia (km) | Ganador         | Líder              |
| --------- | --------- | --------------------------------------------------- | ------------------------ | -------------- | --------------- | ------------------ |
| 1.ª etapa | 7 de mar  | Lido di Camaiore – Lido di Camaiore                 | contrarreloj por equipos | 21,5           | BMC Racing Team | Damiano Caruso     |
| 2.ª etapa | 8 de mar  | Camaiore – Follonica                                | etapa llana              | 172            | Marcel Kittel   | Patrick Bevin      |
| 3.ª etapa | 9 de mar  | Follonica – Trevi                                   | etapa escarpada          | 239            | Primož Roglič   | Geraint Thomas     |
| 4.ª etapa | 10 de mar | Foligno – Sarnano                                   | etapa de montaña         | 219            | Mikel Landa     | Damiano Caruso     |
| 5.ª etapa | 11 de mar | Castelraimondo – Filottrano                         | etapa escarpada          | 178            | Adam Yates      | Michał Kwiatkowski |
| 6.ª etapa | 12 de mar | Numana – Fano                                       | etapa escarpada          | 153            | Marcel Kittel   | Michał Kwiatkowski |
| 7.ª etapa | 13 de mar | San Benedetto del Tronto – San Benedetto del Tronto | contrarreloj individual  | 10,05          | Rohan Dennis    | Michał Kwiatkowski |

## Desarrollo de la carrera

### 1.ª etapa
| Lido di Camaiore - Lido di Camaiore | contrarreloj por equipos | (21,5 km) |

| \| Clasificación de la etapa \| Clasificación de la etapa \| Clasificación de la etapa \| Clasificación de la etapa \| Clasificación de la etapa \| Clasificación de la etapa \| \| Equipo \| Equipo \| Tiempo \| Diferencia \| Promedio \| \| \| ------------------------- \| ---------------------------------------- \| ------------------------- \| ------------------------- \| ------------------------- \| ------------------------- \| \| 1.º \| BMC Racing Team \| 22 min 19 s \| 22 min 19 s \| 57.804 km/h \| \| \| 2.º \| Mitchelton-Scott \| 22 min 23 s \| + 4 s \| 57.632 km/h \| \| \| 3.º \| Sky \| 22 min 28 s \| + 9 s \| 57.376 km/h \| \| \| 4.º \| Quick-Step Floors \| 22 min 34 s \| + 15 s \| 57.164 km/h \| \| \| 5.º \| Team Sunweb \| 22 min 44 s \| + 25 s \| 56.745 km/h \| \| \| 6.º \| Katusha-Alpecin \| 22 min 47 s \| + 28 s \| 56.620 km/h \| \| \| 7.º \| Bora-Hansgrohe \| 22 min 49 s \| + 30 s \| 56.538 km/h \| \| \| 8.º \| Trek-Segafredo \| 22 min 58 s \| + 39 s \| 56.168 km/h \| \| \| 9.º \| UAE Team Emirates \| 23 min 04 s \| + 45 s \| 55.925 km/h \| \| \| 10.º \| EF Education First-Drapac p/b Cannondale \| 23 min 04 s \| + 45 s \| 55.925 km/h \| \| |                                          |             |             |             |
| |                                          |             |             |             |
| |                                          |             |             |             |
| Clasificación de la etapa |                                          |             |             |             |
| Equipo | Equipo                                   | Tiempo      | Diferencia  | Promedio    |
| 1.º | BMC Racing Team                          | 22 min 19 s | 22 min 19 s | 57.804 km/h |
| 2.º | Mitchelton-Scott                         | 22 min 23 s | + 4 s       | 57.632 km/h |
| 3.º | Sky                                      | 22 min 28 s | + 9 s       | 57.376 km/h |
| 4.º | Quick-Step Floors                        | 22 min 34 s | + 15 s      | 57.164 km/h |
| 5.º | Team Sunweb                              | 22 min 44 s | + 25 s      | 56.745 km/h |
| 6.º | Katusha-Alpecin                          | 22 min 47 s | + 28 s      | 56.620 km/h |
| 7.º | Bora-Hansgrohe                           | 22 min 49 s | + 30 s      | 56.538 km/h |
| 8.º | Trek-Segafredo                           | 22 min 58 s | + 39 s      | 56.168 km/h |
| 9.º | UAE Team Emirates                        | 23 min 04 s | + 45 s      | 55.925 km/h |
| 10.º | EF Education First-Drapac p/b Cannondale | 23 min 04 s | + 45 s      | 55.925 km/h |

| \| Clasificación general \| Clasificación general \| Clasificación general \| Clasificación general \| Clasificación general \| \| Ciclista \| Ciclista \| Equipo \| Tiempo \| \| \| --------------------- \| --------------------- \| --------------------- \| --------------------- \| --------------------- \| \| 1.º \| Damiano Caruso \| BMC Racing Team \| 22 min 19 s \| \| \| 2.º \| Rohan Dennis \| BMC Racing Team \| + 0 s \| \| \| 3.º \| Patrick Bevin \| BMC Racing Team \| + 0 s \| \| \| 4.º \| Greg Van Avermaet \| BMC Racing Team \| + 0 s \| \| \| 5.º \| Luke Durbridge \| Mitchelton-Scott \| + 4 s \| \| \| 6.º \| Daryl Impey \| Mitchelton-Scott \| + 4 s \| \| \| 7.º \| Adam Yates \| Mitchelton-Scott \| + 4 s \| \| \| 8.º \| Michael Hepburn \| Mitchelton-Scott \| + 4 s \| \| \| 9.º \| Geraint Thomas \| Team Sky \| + 9 s \| \| \| 10.º \| Jonathan Castroviejo \| Team Sky \| + 9 s \| \| |                      |                  |             |
| |                      |                  |             |
| |                      |                  |             |
| Clasificación general |                      |                  |             |
| Ciclista | Ciclista             | Equipo           | Tiempo      |
| 1.º | Damiano Caruso       | BMC Racing Team  | 22 min 19 s |
| 2.º | Rohan Dennis         | BMC Racing Team  | + 0 s       |
| 3.º | Patrick Bevin        | BMC Racing Team  | + 0 s       |
| 4.º | Greg Van Avermaet    | BMC Racing Team  | + 0 s       |
| 5.º | Luke Durbridge       | Mitchelton-Scott | + 4 s       |
| 6.º | Daryl Impey          | Mitchelton-Scott | + 4 s       |
| 7.º | Adam Yates           | Mitchelton-Scott | + 4 s       |
| 8.º | Michael Hepburn      | Mitchelton-Scott | + 4 s       |
| 9.º | Geraint Thomas       | Team Sky         | + 9 s       |
| 10.º | Jonathan Castroviejo | Team Sky         | + 9 s       |

### 2.ª etapa
| Camaiore - Follonica | etapa llana | (172 km) |

| \| Clasificación de la etapa \| Clasificación de la etapa \| Clasificación de la etapa \| Clasificación de la etapa \| Clasificación de la etapa \| \| Ciclista \| Ciclista \| Equipo \| Tiempo \| \| \| ------------------------- \| ------------------------- \| ------------------------------- \| ------------------------- \| ------------------------- \| \| 1.º \| Marcel Kittel \| Katusha-Alpecin \| 4 h 12 min 24 s \| \| \| 2.º \| Peter Sagan \| Bora-Hansgrohe \| + 0 s \| \| \| 3.º \| Giacomo Nizzolo \| Trek-Segafredo \| + 0 s \| \| \| 4.º \| Michał Kwiatkowski \| Team Sky \| + 0 s \| \| \| 5.º \| Patrick Bevin \| BMC Racing Team \| + 0 s \| \| \| 6.º \| Jakub Mareczko \| Wilier Triestina-Selle Italia \| + 0 s \| \| \| 7.º \| Fernando Gaviria \| Quick-Step Floors \| + 0 s \| \| \| 8.º \| Danny van Poppel \| LottoNL-Jumbo \| + 0 s \| \| \| 9.º \| Eduard-Michael Grosu \| Nippo-Vini Fantini-Europa Ovini \| + 0 s \| \| \| 10.º \| Simone Consonni \| UAE Team Emirates \| + 0 s \| \| |                      |                                 |                 |
| |                      |                                 |                 |
| |                      |                                 |                 |
| Clasificación de la etapa |                      |                                 |                 |
| Ciclista | Ciclista             | Equipo                          | Tiempo          |
| 1.º | Marcel Kittel        | Katusha-Alpecin                 | 4 h 12 min 24 s |
| 2.º | Peter Sagan          | Bora-Hansgrohe                  | + 0 s           |
| 3.º | Giacomo Nizzolo      | Trek-Segafredo                  | + 0 s           |
| 4.º | Michał Kwiatkowski   | Team Sky                        | + 0 s           |
| 5.º | Patrick Bevin        | BMC Racing Team                 | + 0 s           |
| 6.º | Jakub Mareczko       | Wilier Triestina-Selle Italia   | + 0 s           |
| 7.º | Fernando Gaviria     | Quick-Step Floors               | + 0 s           |
| 8.º | Danny van Poppel     | LottoNL-Jumbo                   | + 0 s           |
| 9.º | Eduard-Michael Grosu | Nippo-Vini Fantini-Europa Ovini | + 0 s           |
| 10.º | Simone Consonni      | UAE Team Emirates               | + 0 s           |

| \| Clasificación general \| Clasificación general \| Clasificación general \| Clasificación general \| Clasificación general \| \| Ciclista \| Ciclista \| Equipo \| Tiempo \| \| \| --------------------- \| --------------------- \| --------------------- \| --------------------- \| --------------------- \| \| 1.º \| Patrick Bevin \| BMC Racing Team \| 4 h 34 min 43 s \| \| \| 2.º \| Damiano Caruso \| BMC Racing Team \| + 0 s \| \| \| 3.º \| Greg Van Avermaet \| BMC Racing Team \| + 0 s \| \| \| 4.º \| Rohan Dennis \| BMC Racing Team \| + 0 s \| \| \| 5.º \| Daryl Impey \| Mitchelton-Scott \| + 4 s \| \| \| 6.º \| Michał Kwiatkowski \| Team Sky \| + 9 s \| \| \| 7.º \| Geraint Thomas \| Team Sky \| + 9 s \| \| \| 8.º \| Salvatore Puccio \| Team Sky \| + 9 s \| \| \| 9.º \| Chris Froome \| Team Sky \| + 9 s \| \| \| 10.º \| Jonathan Castroviejo \| Team Sky \| + 9 s \| \| |                      |                  |                 |
| |                      |                  |                 |
| |                      |                  |                 |
| Clasificación general |                      |                  |                 |
| Ciclista | Ciclista             | Equipo           | Tiempo          |
| 1.º | Patrick Bevin        | BMC Racing Team  | 4 h 34 min 43 s |
| 2.º | Damiano Caruso       | BMC Racing Team  | + 0 s           |
| 3.º | Greg Van Avermaet    | BMC Racing Team  | + 0 s           |
| 4.º | Rohan Dennis         | BMC Racing Team  | + 0 s           |
| 5.º | Daryl Impey          | Mitchelton-Scott | + 4 s           |
| 6.º | Michał Kwiatkowski   | Team Sky         | + 9 s           |
| 7.º | Geraint Thomas       | Team Sky         | + 9 s           |
| 8.º | Salvatore Puccio     | Team Sky         | + 9 s           |
| 9.º | Chris Froome         | Team Sky         | + 9 s           |
| 10.º | Jonathan Castroviejo | Team Sky         | + 9 s           |

### 3.ª etapa
| Follonica - Trevi | etapa escarpada | (239 km) |

| \| Clasificación de la etapa \| Clasificación de la etapa \| Clasificación de la etapa \| Clasificación de la etapa \| Clasificación de la etapa \| \| Ciclista \| Ciclista \| Equipo \| Tiempo \| \| \| ------------------------- \| ------------------------- \| ------------------------- \| ------------------------- \| ------------------------- \| \| 1.º \| Primož Roglič \| LottoNL-Jumbo \| 6 h 17 min 23 s \| \| \| 2.º \| Adam Yates \| Mitchelton-Scott \| + 3 s \| \| \| 3.º \| Tiesj Benoot \| Lotto-Soudal \| + 6 s \| \| \| 4.º \| Geraint Thomas \| Team Sky \| + 7 s \| \| \| 5.º \| Rigoberto Urán \| EF Education First-Drapac \| + 10 s \| \| \| 6.º \| Mikel Landa \| Movistar Team \| + 10 s \| \| \| 7.º \| Gianni Moscon \| Team Sky \| + 10 s \| \| \| 8.º \| Romain Bardet \| AG2R La Mondiale \| + 10 s \| \| \| 9.º \| Wilco Kelderman \| Team Sunweb \| + 10 s \| \| \| 10.º \| Bob Jungels \| Quick-Step Floors \| + 10 s \| \| |                 |                           |                 |
| |                 |                           |                 |
| |                 |                           |                 |
| Clasificación de la etapa |                 |                           |                 |
| Ciclista | Ciclista        | Equipo                    | Tiempo          |
| 1.º | Primož Roglič   | LottoNL-Jumbo             | 6 h 17 min 23 s |
| 2.º | Adam Yates      | Mitchelton-Scott          | + 3 s           |
| 3.º | Tiesj Benoot    | Lotto-Soudal              | + 6 s           |
| 4.º | Geraint Thomas  | Team Sky                  | + 7 s           |
| 5.º | Rigoberto Urán  | EF Education First-Drapac | + 10 s          |
| 6.º | Mikel Landa     | Movistar Team             | + 10 s          |
| 7.º | Gianni Moscon   | Team Sky                  | + 10 s          |
| 8.º | Romain Bardet   | AG2R La Mondiale          | + 10 s          |
| 9.º | Wilco Kelderman | Team Sunweb               | + 10 s          |
| 10.º | Bob Jungels     | Quick-Step Floors         | + 10 s          |

| \| Clasificación general \| Clasificación general \| Clasificación general \| Clasificación general \| Clasificación general \| \| Ciclista \| Ciclista \| Equipo \| Tiempo \| \| \| --------------------- \| --------------------- \| ------------------------- \| --------------------- \| --------------------- \| \| 1.º \| Geraint Thomas \| Team Sky \| 10 h 52 min 22 s \| \| \| 2.º \| Greg Van Avermaet \| BMC Racing Team \| + 0 s \| \| \| 3.º \| Chris Froome \| Team Sky \| + 3 s \| \| \| 4.º \| Damiano Caruso \| BMC Racing Team \| + 8 s \| \| \| 5.º \| Michał Kwiatkowski \| Team Sky \| + 9 s \| \| \| 6.º \| Bob Jungels \| Quick-Step Floors \| + 9 s \| \| \| 7.º \| Wilco Kelderman \| Team Sunweb \| + 19 s \| \| \| 8.º \| Davide Formolo \| Bora-Hansgrohe \| + 30 s \| \| \| 9.º \| Tom Dumoulin \| Team Sunweb \| + 33 s \| \| \| 10.º \| Rigoberto Urán \| EF Education First-Drapac \| + 39 s \| \| |                    |                           |                  |
| |                    |                           |                  |
| |                    |                           |                  |
| Clasificación general |                    |                           |                  |
| Ciclista | Ciclista           | Equipo                    | Tiempo           |
| 1.º | Geraint Thomas     | Team Sky                  | 10 h 52 min 22 s |
| 2.º | Greg Van Avermaet  | BMC Racing Team           | + 0 s            |
| 3.º | Chris Froome       | Team Sky                  | + 3 s            |
| 4.º | Damiano Caruso     | BMC Racing Team           | + 8 s            |
| 5.º | Michał Kwiatkowski | Team Sky                  | + 9 s            |
| 6.º | Bob Jungels        | Quick-Step Floors         | + 9 s            |
| 7.º | Wilco Kelderman    | Team Sunweb               | + 19 s           |
| 8.º | Davide Formolo     | Bora-Hansgrohe            | + 30 s           |
| 9.º | Tom Dumoulin       | Team Sunweb               | + 33 s           |
| 10.º | Rigoberto Urán     | EF Education First-Drapac | + 39 s           |

### 4.ª etapa
| Foligno - Sarnano | etapa de montaña | (219 km) |

| \| Clasificación de la etapa \| Clasificación de la etapa \| Clasificación de la etapa \| Clasificación de la etapa \| Clasificación de la etapa \| \| Ciclista \| Ciclista \| Equipo \| Tiempo \| \| \| ------------------------- \| ------------------------- \| ------------------------- \| ------------------------- \| ------------------------- \| \| 1.º \| Mikel Landa \| Movistar Team \| 6 h 22 min 13 s \| \| \| 2.º \| Rafał Majka \| Bora-Hansgrohe \| + 0 s \| \| \| 3.º \| George Bennett \| LottoNL-Jumbo \| + 0 s \| \| \| 4.º \| Fabio Aru \| UAE Team Emirates \| + 6 s \| \| \| 5.º \| Ben Hermans \| Israel Cycling Academy \| + 6 s \| \| \| 6.º \| Tiesj Benoot \| Lotto-Soudal \| + 6 s \| \| \| 7.º \| Romain Bardet \| AG2R La Mondiale \| + 6 s \| \| \| 8.º \| Wilco Kelderman \| Team Sunweb \| + 6 s \| \| \| 9.º \| Adam Yates \| Mitchelton-Scott \| + 6 s \| \| \| 10.º \| Rigoberto Urán \| EF Education First-Drapac \| + 6 s \| \| |                 |                           |                 |
| |                 |                           |                 |
| |                 |                           |                 |
| Clasificación de la etapa |                 |                           |                 |
| Ciclista | Ciclista        | Equipo                    | Tiempo          |
| 1.º | Mikel Landa     | Movistar Team             | 6 h 22 min 13 s |
| 2.º | Rafał Majka     | Bora-Hansgrohe            | + 0 s           |
| 3.º | George Bennett  | LottoNL-Jumbo             | + 0 s           |
| 4.º | Fabio Aru       | UAE Team Emirates         | + 6 s           |
| 5.º | Ben Hermans     | Israel Cycling Academy    | + 6 s           |
| 6.º | Tiesj Benoot    | Lotto-Soudal              | + 6 s           |
| 7.º | Romain Bardet   | AG2R La Mondiale          | + 6 s           |
| 8.º | Wilco Kelderman | Team Sunweb               | + 6 s           |
| 9.º | Adam Yates      | Mitchelton-Scott          | + 6 s           |
| 10.º | Rigoberto Urán  | EF Education First-Drapac | + 6 s           |

| \| Clasificación general \| Clasificación general \| Clasificación general \| Clasificación general \| Clasificación general \| \| Ciclista \| Ciclista \| Equipo \| Tiempo \| \| \| --------------------- \| --------------------- \| ------------------------- \| --------------------- \| --------------------- \| \| 1.º \| Damiano Caruso \| BMC Racing Team \| 17 h 14 min 49 s \| \| \| 2.º \| Michał Kwiatkowski \| Team Sky \| + 1 s \| \| \| 3.º \| Wilco Kelderman \| Team Sunweb \| + 11 s \| \| \| 4.º \| Mikel Landa \| Movistar Team \| + 20 s \| \| \| 5.º \| Geraint Thomas \| Team Sky \| + 26 s \| \| \| 6.º \| Rigoberto Urán \| EF Education First-Drapac \| + 31 s \| \| \| 7.º \| George Bennett \| LottoNL-Jumbo \| + 33 s \| \| \| 8.º \| Davide Formolo \| Bora-Hansgrohe \| + 34 s \| \| \| 9.º \| Tiesj Benoot \| Lotto-Soudal \| + 36 s \| \| \| 10.º \| Domenico Pozzovivo \| Bahrain-Merida \| + 41 s \| \| |                    |                           |                  |
| |                    |                           |                  |
| |                    |                           |                  |
| Clasificación general |                    |                           |                  |
| Ciclista | Ciclista           | Equipo                    | Tiempo           |
| 1.º | Damiano Caruso     | BMC Racing Team           | 17 h 14 min 49 s |
| 2.º | Michał Kwiatkowski | Team Sky                  | + 1 s            |
| 3.º | Wilco Kelderman    | Team Sunweb               | + 11 s           |
| 4.º | Mikel Landa        | Movistar Team             | + 20 s           |
| 5.º | Geraint Thomas     | Team Sky                  | + 26 s           |
| 6.º | Rigoberto Urán     | EF Education First-Drapac | + 31 s           |
| 7.º | George Bennett     | LottoNL-Jumbo             | + 33 s           |
| 8.º | Davide Formolo     | Bora-Hansgrohe            | + 34 s           |
| 9.º | Tiesj Benoot       | Lotto-Soudal              | + 36 s           |
| 10.º | Domenico Pozzovivo | Bahrain-Merida            | + 41 s           |

### 5.ª etapa
| Castelraimondo - Filottrano | etapa escarpada | (178 km) |

| \| Clasificación de la etapa \| Clasificación de la etapa \| Clasificación de la etapa \| Clasificación de la etapa \| Clasificación de la etapa \| \| Ciclista \| Ciclista \| Equipo \| Tiempo \| \| \| ------------------------- \| ------------------------- \| ------------------------- \| ------------------------- \| ------------------------- \| \| 1.º \| Adam Yates \| Mitchelton-Scott \| 4 h 16 min 35 s \| \| \| 2.º \| Peter Sagan \| Bora-Hansgrohe \| + 7 s \| \| \| 3.º \| Michał Kwiatkowski \| Team Sky \| + 7 s \| \| \| 4.º \| Tiesj Benoot \| Lotto-Soudal \| + 7 s \| \| \| 5.º \| Rigoberto Urán \| EF Education First-Drapac \| + 7 s \| \| \| 6.º \| Geraint Thomas \| Team Sky \| + 7 s \| \| \| 7.º \| Mikel Landa \| Movistar Team \| + 7 s \| \| \| 8.º \| Jaime Rosón \| Movistar Team \| + 7 s \| \| \| 9.º \| Romain Bardet \| AG2R La Mondiale \| + 7 s \| \| \| 10.º \| Damiano Caruso \| BMC Racing Team \| + 7 s \| \| |                    |                           |                 |
| |                    |                           |                 |
| |                    |                           |                 |
| Clasificación de la etapa |                    |                           |                 |
| Ciclista | Ciclista           | Equipo                    | Tiempo          |
| 1.º | Adam Yates         | Mitchelton-Scott          | 4 h 16 min 35 s |
| 2.º | Peter Sagan        | Bora-Hansgrohe            | + 7 s           |
| 3.º | Michał Kwiatkowski | Team Sky                  | + 7 s           |
| 4.º | Tiesj Benoot       | Lotto-Soudal              | + 7 s           |
| 5.º | Rigoberto Urán     | EF Education First-Drapac | + 7 s           |
| 6.º | Geraint Thomas     | Team Sky                  | + 7 s           |
| 7.º | Mikel Landa        | Movistar Team             | + 7 s           |
| 8.º | Jaime Rosón        | Movistar Team             | + 7 s           |
| 9.º | Romain Bardet      | AG2R La Mondiale          | + 7 s           |
| 10.º | Damiano Caruso     | BMC Racing Team           | + 7 s           |

| \| Clasificación general \| Clasificación general \| Clasificación general \| Clasificación general \| Clasificación general \| \| Ciclista \| Ciclista \| Equipo \| Tiempo \| \| \| --------------------- \| --------------------- \| ------------------------- \| --------------------- \| --------------------- \| \| 1.º \| Michał Kwiatkowski \| Team Sky \| 21 h 31 min 28 s \| \| \| 2.º \| Damiano Caruso \| BMC Racing Team \| + 3 s \| \| \| 3.º \| Mikel Landa \| Movistar Team \| + 23 s \| \| \| 4.º \| Geraint Thomas \| Team Sky \| + 29 s \| \| \| 5.º \| Rigoberto Urán \| EF Education First-Drapac \| + 34 s \| \| \| 6.º \| Adam Yates \| Mitchelton-Scott \| + 36 s \| \| \| 7.º \| Davide Formolo \| Bora-Hansgrohe \| + 37 s \| \| \| 8.º \| Tiesj Benoot \| Lotto-Soudal \| + 39 s \| \| \| 9.º \| George Bennett \| LottoNL-Jumbo \| + 41 s \| \| \| 10.º \| Jaime Rosón \| Movistar Team \| + 47 s \| \| |                    |                           |                  |
| |                    |                           |                  |
| |                    |                           |                  |
| Clasificación general |                    |                           |                  |
| Ciclista | Ciclista           | Equipo                    | Tiempo           |
| 1.º | Michał Kwiatkowski | Team Sky                  | 21 h 31 min 28 s |
| 2.º | Damiano Caruso     | BMC Racing Team           | + 3 s            |
| 3.º | Mikel Landa        | Movistar Team             | + 23 s           |
| 4.º | Geraint Thomas     | Team Sky                  | + 29 s           |
| 5.º | Rigoberto Urán     | EF Education First-Drapac | + 34 s           |
| 6.º | Adam Yates         | Mitchelton-Scott          | + 36 s           |
| 7.º | Davide Formolo     | Bora-Hansgrohe            | + 37 s           |
| 8.º | Tiesj Benoot       | Lotto-Soudal              | + 39 s           |
| 9.º | George Bennett     | LottoNL-Jumbo             | + 41 s           |
| 10.º | Jaime Rosón        | Movistar Team             | + 47 s           |

### 6.ª etapa
| San Benedetto del Tronto - San Benedetto del Tronto | contrarreloj individual | (10,05 km) |

| \| Clasificación de la etapa \| Clasificación de la etapa \| Clasificación de la etapa \| Clasificación de la etapa \| Clasificación de la etapa \| \| Ciclista \| Ciclista \| Equipo \| Tiempo \| \| \| ------------------------- \| ------------------------- \| ------------------------- \| ------------------------- \| ------------------------- \| \| 1.º \| Rohan Dennis \| BMC Racing Team \| 11 min 14 s \| \| \| 2.º \| Jos van Emden \| LottoNL-Jumbo \| + 4 s \| \| \| 3.º \| Jonathan Castroviejo \| Team Sky \| + 8 s \| \| \| 4.º \| Mads Pedersen \| Trek-Segafredo \| + 8 s \| \| \| 5.º \| Gianni Moscon \| Team Sky \| + 12 s \| \| \| 6.º \| Michael Hepburn \| Mitchelton-Scott \| + 13 s \| \| \| 7.º \| Jack Bauer \| Mitchelton-Scott \| + 13 s \| \| \| 8.º \| Luke Durbridge \| Mitchelton-Scott \| + 17 s \| \| \| 9.º \| Primož Roglič \| LottoNL-Jumbo \| + 18 s \| \| \| 10.º \| Vasil Kiryienka \| Team Sky \| + 18 s \| \| |                      |                  |             |
| |                      |                  |             |
| |                      |                  |             |
| Clasificación de la etapa |                      |                  |             |
| Ciclista | Ciclista             | Equipo           | Tiempo      |
| 1.º | Rohan Dennis         | BMC Racing Team  | 11 min 14 s |
| 2.º | Jos van Emden        | LottoNL-Jumbo    | + 4 s       |
| 3.º | Jonathan Castroviejo | Team Sky         | + 8 s       |
| 4.º | Mads Pedersen        | Trek-Segafredo   | + 8 s       |
| 5.º | Gianni Moscon        | Team Sky         | + 12 s      |
| 6.º | Michael Hepburn      | Mitchelton-Scott | + 13 s      |
| 7.º | Jack Bauer           | Mitchelton-Scott | + 13 s      |
| 8.º | Luke Durbridge       | Mitchelton-Scott | + 17 s      |
| 9.º | Primož Roglič        | LottoNL-Jumbo    | + 18 s      |
| 10.º | Vasil Kiryienka      | Team Sky         | + 18 s      |

| \| Clasificación general \| Clasificación general \| Clasificación general \| Clasificación general \| Clasificación general \| \| Ciclista \| Ciclista \| Equipo \| Tiempo \| \| \| --------------------- \| --------------------- \| ------------------------- \| --------------------- \| --------------------- \| \| 1.º \| Michał Kwiatkowski \| Team Sky \| 25 h 21 min 22 s \| \| \| 2.º \| Damiano Caruso \| BMC Racing Team \| + 3 s \| \| \| 3.º \| Mikel Landa \| Movistar Team \| + 23 s \| \| \| 4.º \| Geraint Thomas \| Team Sky \| + 29 s \| \| \| 5.º \| Rigoberto Urán \| EF Education First-Drapac \| + 34 s \| \| \| 6.º \| Adam Yates \| Mitchelton-Scott \| + 36 s \| \| \| 7.º \| Davide Formolo \| Bora-Hansgrohe \| + 37 s \| \| \| 8.º \| Tiesj Benoot \| Lotto-Soudal \| + 39 s \| \| \| 9.º \| George Bennett \| LottoNL-Jumbo \| + 41 s \| \| \| 10.º \| Jaime Rosón \| Movistar Team \| + 47 s \| \| |                    |                           |                  |
| |                    |                           |                  |
| |                    |                           |                  |
| Clasificación general |                    |                           |                  |
| Ciclista | Ciclista           | Equipo                    | Tiempo           |
| 1.º | Michał Kwiatkowski | Team Sky                  | 25 h 21 min 22 s |
| 2.º | Damiano Caruso     | BMC Racing Team           | + 3 s            |
| 3.º | Mikel Landa        | Movistar Team             | + 23 s           |
| 4.º | Geraint Thomas     | Team Sky                  | + 29 s           |
| 5.º | Rigoberto Urán     | EF Education First-Drapac | + 34 s           |
| 6.º | Adam Yates         | Mitchelton-Scott          | + 36 s           |
| 7.º | Davide Formolo     | Bora-Hansgrohe            | + 37 s           |
| 8.º | Tiesj Benoot       | Lotto-Soudal              | + 39 s           |
| 9.º | George Bennett     | LottoNL-Jumbo             | + 41 s           |
| 10.º | Jaime Rosón        | Movistar Team             | + 47 s           |

### 7.ª etapa
| San Benedetto del Tronto - San Benedetto del Tronto | contrarreloj individual | (10,05 km) |

| \| Clasificación de la etapa \| Clasificación de la etapa \| Clasificación de la etapa \| Clasificación de la etapa \| Clasificación de la etapa \| \| Ciclista \| Ciclista \| Equipo \| Tiempo \| \| \| ------------------------- \| ------------------------- \| ------------------------- \| ------------------------- \| ------------------------- \| \| 1.º \| Rohan Dennis \| BMC Racing Team \| 11 min 14 s \| \| \| 2.º \| Jos van Emden \| LottoNL-Jumbo \| + 4 s \| \| \| 3.º \| Jonathan Castroviejo \| Team Sky \| + 8 s \| \| \| 4.º \| Mads Pedersen \| Trek-Segafredo \| + 8 s \| \| \| 5.º \| Gianni Moscon \| Team Sky \| + 12 s \| \| \| 6.º \| Michael Hepburn \| Mitchelton-Scott \| + 13 s \| \| \| 7.º \| Jack Bauer \| Mitchelton-Scott \| + 13 s \| \| \| 8.º \| Luke Durbridge \| Mitchelton-Scott \| + 17 s \| \| \| 9.º \| Primož Roglič \| LottoNL-Jumbo \| + 18 s \| \| \| 10.º \| Vasil Kiryienka \| Team Sky \| + 18 s \| \| |                      |                  |             |
| |                      |                  |             |
| |                      |                  |             |
| Clasificación de la etapa |                      |                  |             |
| Ciclista | Ciclista             | Equipo           | Tiempo      |
| 1.º | Rohan Dennis         | BMC Racing Team  | 11 min 14 s |
| 2.º | Jos van Emden        | LottoNL-Jumbo    | + 4 s       |
| 3.º | Jonathan Castroviejo | Team Sky         | + 8 s       |
| 4.º | Mads Pedersen        | Trek-Segafredo   | + 8 s       |
| 5.º | Gianni Moscon        | Team Sky         | + 12 s      |
| 6.º | Michael Hepburn      | Mitchelton-Scott | + 13 s      |
| 7.º | Jack Bauer           | Mitchelton-Scott | + 13 s      |
| 8.º | Luke Durbridge       | Mitchelton-Scott | + 17 s      |
| 9.º | Primož Roglič        | LottoNL-Jumbo    | + 18 s      |
| 10.º | Vasil Kiryienka      | Team Sky         | + 18 s      |

## Clasificaciones finales
- Las clasificaciones finalizaron de la siguiente forma:[4]

### Clasificación general
| \| Clasificación general \| Clasificación general \| Clasificación general \| Clasificación general \| Clasificación general \| \| Ciclista \| Ciclista \| Equipo \| Tiempo \| \| \| --------------------- \| --------------------- \| ------------------------- \| --------------------- \| --------------------- \| \| 1.º \| Michał Kwiatkowski \| Team Sky \| 25 h 32 min 56 s \| \| \| 2.º \| Damiano Caruso \| BMC Racing Team \| + 24 s \| \| \| 3.º \| Geraint Thomas \| Team Sky \| + 32 s \| \| \| 4.º \| Tiesj Benoot \| Lotto-Soudal \| + 1 min 06 s \| \| \| 5.º \| Adam Yates \| Mitchelton-Scott \| + 1 min 10 s \| \| \| 6.º \| Mikel Landa \| Movistar Team \| + 1 min 13 s \| \| \| 7.º \| Davide Formolo \| Bora-Hansgrohe \| + 1 min 15 s \| \| \| 8.º \| Jaime Rosón \| Movistar Team \| + 1 min 15 s \| \| \| 9.º \| George Bennett \| LottoNL-Jumbo \| + 1 min 16 s \| \| \| 10.º \| Rigoberto Urán \| EF Education First-Drapac \| + 1 min 22 s \| \| |                    |                           |                  |
| |                    |                           |                  |
| Fuente: ProCyclingStats |                    |                           |                  |
| Clasificación general |                    |                           |                  |
| Ciclista | Ciclista           | Equipo                    | Tiempo           |
| 1.º | Michał Kwiatkowski | Team Sky                  | 25 h 32 min 56 s |
| 2.º | Damiano Caruso     | BMC Racing Team           | + 24 s           |
| 3.º | Geraint Thomas     | Team Sky                  | + 32 s           |
| 4.º | Tiesj Benoot       | Lotto-Soudal              | + 1 min 06 s     |
| 5.º | Adam Yates         | Mitchelton-Scott          | + 1 min 10 s     |
| 6.º | Mikel Landa        | Movistar Team             | + 1 min 13 s     |
| 7.º | Davide Formolo     | Bora-Hansgrohe            | + 1 min 15 s     |
| 8.º | Jaime Rosón        | Movistar Team             | + 1 min 15 s     |
| 9.º | George Bennett     | LottoNL-Jumbo             | + 1 min 16 s     |
| 10.º | Rigoberto Urán     | EF Education First-Drapac | + 1 min 22 s     |

## Evolución de las clasificaciones
| Etapa (Vencedor)               | Clasificación general | Clasificación de la montaña | Clasificación por puntos | Clasificación de los jóvenes | Clasificación por equipos |
| ------------------------------ | --------------------- | --------------------------- | ------------------------ | ---------------------------- | ------------------------- |
| 1.ª etapa (CRE) (BMC Racing)   | Damiano Caruso        | No se entregó               | No se entregó            | Fernando Gaviria             | BMC Racing                |
| 2.ª etapa (Marcel Kittel)      | Patrick Bevin         | Nicola Bagioli              | Marcel Kittel            | Fernando Gaviria             | Sky                       |
| 3.ª etapa (Primož Roglič)      | Geraint Thomas        | Nicola Bagioli              | Jacopo Mosca             | Jaime Rosón                  | Sky                       |
| 4.ª etapa (Mikel Landa)        | Damiano Caruso        | Nicola Bagioli              | Jacopo Mosca             | Tiesj Benoot                 | Sky                       |
| 5.ª etapa (Adam Yates)         | Michał Kwiatkowski    | Nicola Bagioli              | Jacopo Mosca             | Tiesj Benoot                 | Astana                    |
| 6.ª etapa (Marcel Kittel)      | Michał Kwiatkowski    | Nicola Bagioli              | Jacopo Mosca             | Tiesj Benoot                 | Astana                    |
| 7.ª etapa (CRI) (Rohan Dennis) | Michał Kwiatkowski    | Nicola Bagioli              | Jacopo Mosca             | Tiesj Benoot                 | Astana                    |
| Final                          | Michał Kwiatkowski    | Nicola Bagioli              | Jacopo Mosca             | Tiesj Benoot                 | Astana                    |

## UCI World Ranking
La Tirreno-Adriático otorga puntos para el UCI WorldTour 2018 y el UCI World Ranking, este último para corredores de los equipos en las categorías UCI WorldTeam, Profesional Continental y Equipos Continentales. Las siguientes tablas muestran el baremo de puntuación y los 10 corredores que obtuvieron más puntos:
| Posición              | 1.º | 2.º | 3.º | 4.º | 5.º | 6.º | 7.º | 8.º | 9.º | 10.º | 11.º | 12.º | 13.º | 14.º | 15.º | 16.º-20.º | 21.º-30.º | 31.º-50.º | 51.º-55.º | 56.º-60.º |
| Clasificación general | 500 | 400 | 325 | 275 | 225 | 175 | 150 | 125 | 100 | 85   | 70   | 60   | 50   | 40   | 35   | 30        | 20        | 10        | 5         | 3         |
| Por etapa             | 60  | 25  | 10  |     |     |     |     |     |     |      |      |      |      |      |      |           |           |           |           |           |
| Líder                 | 10  |     |     |     |     |     |     |     |     |      |      |      |      |      |      |           |           |           |           |           |

| Clasificación |                    |                  |         |       |       |        |
| Posición      | Ciclista           | Equipo           | General | Etapa | Líder | Total  |
| ------------- | ------------------ | ---------------- | ------- | ----- | ----- | ------ |
| 1.º           | Michał Kwiatkowski | Sky              | 500     | 11,43 | 20    | 531,43 |
| 2.º           | Damiano Caruso     | BMC Racing       | 400     | 8,57  | 20    | 428,57 |
| 3.º           | Geraint Thomas     | Sky              | 325     | 1,43  | 10    | 336,43 |
| 4.º           | Adam Yates         | Mitchelton-Scott | 225     | 88,57 | -     | 313,57 |
| 5.º           | Tiesj Benoot       | Lotto Soudal     | 275     | 10    | -     | 285    |
| 6.º           | Mikel Landa        | Movistar         | 175     | 60    | -     | 235    |
| 7.º           | Davide Formolo     | Bora-Hansgrohe   | 150     | -     | -     | 150    |
| 8.º           | Jaime Rosón        | Movistar         | 125     | -     | -     | 125    |
| 9.º           | Marcel Kittel      | Katusha-Alpecin  | -       | 120   | -     | 120    |
| 10.º          | George Bennett     | LottoNL-Jumbo    | 100     | 10    | -     | 110    |